# إدوارد روبنسون (عالم إنسان)
إدوارد روبنسون (بالإنجليزية: Edward Robinson)‏ هو عالم إنسان أمريكي، ولد في 1 نوفمبر 1858 في بوسطن في الولايات المتحدة، وتوفي في 1931.